# Robert Vajz
Robert Vajz (10. septembra 1914 − 14. septembra 2005) bio je američki filmski montažer, reditelj i producent, dobitnik Oskara za režiju i produkciju.
Za razliku od redatelja poput Stanlija Kjubrika, koji su uvek želeli da svoju rediteljsku viziju prenesu na platno, Vajze je dopuštao da priča diktira stil (a nekad i studio). Međutim, kasniji kritičari, kao što je Martin Skorseze, insistiraju na tome da je, uprkos Vajzeovoj koncentraciji na stilsku perfekciju u okvirima žanra i budžeta, njegov izbor dela više u funkciji Vajza kao umetnika, a ne zanatlije. Bez obzira na sve, Vajzov pristup donio mu je veliki uspeh u mnogim tradicionalnim filmskim žanrovima: od horora preko noira do vesterna, ratnih filmova, naučne fantastike, mjuzikla i drame.

## Biografija
Rođen je u Vinčesteru, Indijana. On je imao starijeg brata Dejvida. Porodica se preselila u Konersvil, okrug Fajet, Indijana, gde je Vajz pohađao državne škole. U mladosti Vajsova omiljena zabava bio je odlazak u bioskop. Kao učenik srednje škole u Konersvilu, Vajz je pisao humorističke i sportske stubce za školske novine i bio je član osoblja godišnjaka i pesničkog kluba. Vajz je u početku tražio karijeru u novinarstvu, i nakon završetka srednje škole pohađao je Franklin koledž, mali koledž liberalnih umetnosti južno od Indijanapolisa, Indijana, gde je imao stipendiju. Godine 1933, zbog loše finansijske situacije porodice tokom Velike depresije, Vajz nije mogao da se vrati na koledž za drugu godinu, te se preselio u Holivud da bi započeo karijeru u filmskoj industriji. Vajsov stariji brat, Dejvid, koji je otišao u Holivud nekoliko godina ranije i radio u RKO Pictures, našao je svom mlađem bratu posao u odeljenju za otpremu u RKO. Vajz je radio razne sporedne poslove u studiju pre nego što je prešao na montažu.
Vajz je svoju filmsku karijeru počeo u studiju RKO kao montažer zvuka i muzike, ali je ubrzo zaradio nominaciju za montažu filma Građanin Kejn, 1941. Vajz je bio zadnji preživjeli član filmske ekipe.
Vajz je pohađao srednju školu u Konersvilu, Indijana, a školski auditorijum je dobio ime po njemu, Robert E. Vajz Center for izvođačke umetnosti.
U martu 1987. je preuzeo Oskara za najboljeg glumca umesto odsutnog Pola Njumana, koji je nagradu dobio za film Boja novca.

## Rana karijera
Vajz je započeo svoju filmsku karijeru u RKO kao montažer zvuka i muzike. Tokom 1930-ih, RKO je bio budžetski orijentisan studio sa „jakom radnom etikom“ i „spremnošću da se preuzme umetnički rizik“, što je bio set povoljnih okolnosti za pridošlicu u Holivudu kao što je Vajz. U RKO, Vajz je postao asistent T.K. Vuda, glavnog urednika zvučnih efekata u studiju. Vajzov prvi film bio je desetominutni kratki predmet pod nazivom Putovanje kroz Fidžiland (1935), koji je napravljen od RKO snimaka spašenih iz napuštenog igranog filma.
Kako je Vajz sticao iskustvo, više se interesovao za montažu filmskog sadržaja, nego za zvuk, i otišao je da radi za RKO filmskog montažera Vilijama „Bili” Hamiltona. Prvi Vajzov film kao Hamiltonov asistent bio je Winterset Alfreda Santela (1936). Vajz je nastavio da radi sa Hamiltonom na drugim filmovima, uključujući Stage Door (1937), Having Wonderful Time (1938) i The Story of Vernon and Irene Castle (1939). U filmovima The Hunchback of Notre Dame (1939) i 5th Ave Girl (1939), Hamilton i Vajz, kao pomoćnik filmskog montažera, podelili su zasluge; to su bili Vajzovi prvi priznati doprinosi na igranom filmu. Vajzov prvi samostalni montažerski rad na filmu bio je  na Bachelor Mother (1939) i My Favorite Wife (1939).
U RKO, Vajz je radio sa Orsonom Velsom na filmu Građanin Kejn (1941) i bio je nominovan za Oskara za montažu filmova. Vajz je bio poslednji živi član ekipe tog filma.
Iako je Vajz radio kao montažer na Građaninu Kejnu, verovatno je da se tokom rada na filmu upoznao sa tehnikama optičkog štampača koje je koristio Linvud Dan, pronalazač praktičnog optičkog štampača, da bi proizveo efekte za Građanina Kejna, kao što je projektovana slika u slomljenoj snežnoj kugli koja pada iz Kejnove ruke dok umire.
U Građaninu Kejnu, Vels je koristio tehniku dubokog fokusa, u kojoj se koristi jako osvetljenje da bi se postigao oštar fokus za prvi plan i za pozadinu u kadru. Vajz je kasnije koristio ovu tehniku u filmovima koje je režirao. Velsov Građanin Kejn je takođe uticao na Vajzove inovacije u korišćenju zvuka u filmovima kao što su The Set-Up (1949), gde je Vajz ograničio muziku na izvore u filmu, i u Executive Suite (1954), koji nije koristio muziku. Pored toga, biografski filmovi ili biografski profili fikcionalizovanih likova kao što je Čarls Foster Kejn često su bili predmet Vajzovog kasnijeg rada, uključujući Somebody Up There Likes Me (1956), I Want to Live! (1958), The Sound of Music (1965), So Big (1953), Run Silent, Run Deep (1958) i The Sand Pebbles (1966), između ostalih. Vajz je takođe radio kao montažer na Velsovom sledećem filmu za RKO, The Magnificent Ambersons (1942). Dok je radio kao filmski montažer, Vajz je pozvan da snimi dodatne scene za film. Nakon što je Vels otpušten iz studija, Vajz je nastavio da montira filmove kao što su Seven Days Leave (1942), Bombardier (1943) i The Fallen Sparrow (1943), pre nego što je dobio svoj prvi rediteljski zadatak.

### Rediteljska karijera
Prvi rediteljski posao bilo mu je snimanje dodatnih scena za Velsov film The Magnificent Ambersons, a onda je debitovao sa distinkcijom na The Course of the Cat People iz 1944, zajedno sa holivudskim producentom i redateljom horora, Valom Levtonom. Saradnja će uroditi još nekoliko poznatih horor filmova.
Godine 1947. je režirao klasik noira Rođen da ubija, sa Lorensom Tirnijem, a dve godine kasnije bokserski film The Set-Up. Vajzovo nelinearno korištenje vremena izvršilo je uticaj na kasnije noir filmove kao što su Pljačka Stanlija Kjubrika i Petparačke priče Kventina Tarantina.
U pedesetima je Vajz dokazao kako se snalazi u mnogim žanrovima, od naučne fantastike u filmu Dan kad je Zemlja stala, preko melodramatskog So Big, do filma Želim živeti!, za koji je nominiran za Oskara za režiju.
Godine 1961. se udružio sa Džeromom Robinsom kako bi snimio Priču sa zapadne strane, mjuzikl za koji je nagrađen Oskarima za režiju i najbolji film. Ponovio je ovo dostignuće sa filmom iz 1965, Moje pesme, moje snovi.
Moje pjesme, moji snovi je bio film koji je Vajz snimio kako bi smirio studio jer je pripremao tešku produkciju filma Misija u Kini, sa Stivom Makvinom, Ričardom Atenborom i Kendis Bergen. Iako radnjom smešten na kraj dvadesetih godina u Kini, teme su se odnosile na tada aktualni Vijetnamski rat pa su se činile bezvremenskim.
U sedamdesetima je režirao filmove kao što su The Andromeda Strain, Hajndenberg, horor Audrey Rose i prvi film Zvezdane staze. Godine 1989. je režirao svoj poslednji dugometražni film, Rooftops.
Iako na zalasku karijere, Vajz je ostao aktivan u produkciji DVD verzija svojih filmova, čak se pojavljujući na promocijama tih filmova. Vajz je bio predsednik Udruženja reditelja Amerike i Akademije filmskih umetnosti i nauka.
Nakon srčanog udara u svom domu, odveden je u Kalifornijsku univerzitetsku bolnicu, gde je umro od zatajenja srca. Umro je 14. septembra 2005, četiri dana nakon svog rođendana.

## Izabrana filmografija
- (1944)[23][24]
- (1944)[25][26][27]
- (1945)
- (1945)
- Rođen da ubija (1947)
- Krv na mesecu (1948)
- (1949)
- Dan kada je Zemlja stala (1951)
- (1953)
- Odredište Gobi (1953)
- Pustinjski pacovi (1953)
- Želim živeti! (1958)
- Priča sa zapadne strane (1961)
- Posednuće (1963)
- Moje pesme, moji snovi (1965)
- Misija u Kini (1966)
- (1971)
- Hajndenburg (1975)
- (1977)
- Zvezdane staze (1979)

## Literatura
- Carringer, Robert L. (1996). The Making of Citizen Kane. Berkeley, California: University of California Press. стр. 89—99. ISBN 978-0-520-20567-3. Приступљено 1. 4. 2017.
- Gehring, Wes D (2012). Robert Wise: Shadowlands. Indianapolis: Indiana Historical Society Press. ISBN 978-0-87195-296-7.
- Selke, Mike (16. 9. 2005). „Connersville's Hollywood star director gives in to heart failure”. Connersville News Examiner. Connersville, Indiana. стр. A1 and A9.
- Smith, David L (2006). Hoosiers in Hollywood. Indianapolis: Indiana Historical Society Press. ISBN 978-0-87195-194-6.

## Spoljašnje veze
- Robert Vajz na sajtu  (jezik: engleski)
- Robert Vajz на веб-сајту  (језик: енглески)
- Robert Vajz на веб-сајту AllMovie (језик: енглески)
- „Lifetime Honors–National Medal of Arts”. National Endowment for the Arts. Архивирано из оригинала 21. 7. 2011. г. Приступљено 31. 10. 2012.
- „Robert Wise Obituary”. Chicago Sun Times, Associated Press. 15. 9. 2005. Приступљено 1. 11. 2012.